# Chelonus rhagius
Chelonus rhagius är en stekelart som beskrevs av Zhang, Shi, He och Chen 2008. Chelonus rhagius ingår i släktet Chelonus och familjen bracksteklar. Inga underarter finns listade i Catalogue of Life.